# Silvia Echagüe
Silvia del Carmen Echagüe Alvarado (Santiago del Cile, 9 novembre 1934 – Santiago del Cile, 28 agosto 1999) è stata una cestista cilena.
Era la sorella di Aurora Echagüe.

## Carriera
Con il Cile disputò i Giochi panamericani di San Paolo 1963 e i Campionati mondiali del 1964.